# Fan Qi
Fan Qi ou Fan Ch'i ou Fan K'i, nom de pinceau: Hui-gong et Xiagong est un peintre de paysages chinois, né en 1616 à Jiangning, mort en 1695.

## Biographie
Fan Qi est un peintre de paysages aussi bien que de fleurs, d'oiseaux, d'herbes et d'insectes. Né à Jiangning, il vit jusqu'à un âge avancé. Il peint Fleurs et papillons alors qu'il est très vieux. L'œuvre est très décorative, avec ses rocailles ornementales, ses fleurs et ses papillons peints sur du papier moucheté d'or. Les papillons et les rochers sont des signes de chance, ce qui suggère que le rouleau est réalisé pour célébrer un anniversaire.
Fan Qi est considéré comme l'un des « Huit Maîtres de Nankin », le second en importance après Gong Xian. C'est aussi l'un des maîtres de la dynastie Qing à avoir été découvert récemment. Sa vie est mal connue ; il naît puis il vit de sa peinture dans la région de Nankin. Comme beaucoup d'artistes professionnels, il travaille dans des styles variés, notamment dans celui de Zhao Mengfu. Il est aussi réceptif aux idées nouvelles et certaines de ses œuvres prouvent même qu'il a quelques connaissances de la peinture occidentale.
En effet, durant les deux dernières décennies du XVIe siècle, le jésuite Matteo Ricci est à Nankin en apportant des gravures et des peintures que les artistes et lettrés chinois ont vues. On décèle l'influence occidentale dès cette époque dans les œuvres chinoises, influences d'idées, de conceptions, de motifs étrangers à la chine ou de l'usage fait de la ligne ou de la couleur et de la représentation du soleil et de la pluie: de là naît un nouvel intérêt pour le clair-obscur. Les paysages de Fan Qi se ressentent de tous ces mouvements d'idées.

## Musées
- Beijin (Mus. du palais impérial):
  - Fleurs et papillons, section d'un rouleau portatif, encre et couleur sur feuille d'or. 19,8 × 197cm.
- Berlin:
  - Vue du fleuve, rouleau en longueur, sceaux du peintre.
- Cologne (Mus. für Ostasiatische Kunst):
  - lettré s'appuyant sur un arbre près d'un ruisseau, signé et daté 1659, peint sur éventail, couleurs légères sur papier tacheté d'or.
- Pékin (Mus. du Palais):
  - Village de pêcheurs, personnages sur la rive et dans les bateaux, daté 1669, rouleau en longueur.
- Shanghai:
  - Promenade dans la montagne au printemps, couleurs sur papier, tacheté d'or.